# 小松方正
小松 方正（こまつ ほうせい、1926年〈大正15年〉11月4日 - 2003年〈平成15年〉7月11日）は、日本の俳優、声優。本名は小松 豊成（こまつ とよしげ）。

## 経歴
長野県松本市出身。生まれつき体が弱く、3歳の頃に肺炎を患い生死の境をさまよったことがあるという。小学校卒業後、叔父を頼って上京し昌平中学に入学した。卒業後、満鉄の技術員養成所に入るが、結核を患って退社する。1945年（昭和20年）、終戦直前に海軍へ入り、同年8月6日の原爆投下の前日まで広島市にいた。東京の警備隊に転勤となり前夜8月5日、最終列車で東京に向かう。新型爆弾投下をラジオで聞いた場所は、空襲の影響で列車が止まった静岡県掛川駅だった。その後、大蔵省管理局へ転官になり、東京の海軍功績調査部で終戦を迎える。大蔵省時代は役人向けの小さな新聞の記者も担当しており、はじめてのインタビュー相手が当時映画『善魔』でデビューしたばかりの三國連太郎であった。この時の縁で小松は三國が原作・脚本・監督を担当した『親鸞 白い道』に僧侶・宇都宮蓮生役で出演している。大蔵官僚になったものの、周りは東大出身者ぞろいで将来を危ぶみ、せめて大学を出たいと、中央大学専門部法学科に大蔵省の役人のまま入学した。この頃大蔵省の演劇サークルに入り、文化祭で発表した舞台『故郷』にケルレル参事官役で出演した。これが初めての舞台出演となり、演劇の世界に魅了されていった。
1951年（昭和26年）、色川大吉の新演劇研究所に入団。この時、本名の「豊成」を音読みにして「方正」と書いて現在の芸名にした。
1952年（昭和27年）、中央大学専門部を卒業後、大蔵省を辞めて本格的に役者の道を目指した。1953年（昭和28年）、同劇団公演『真空地帯』に大住軍曹役で出演、この舞台は連日満員になるほどだった。1959年に『二十六人の逃亡者』で映画デビュー。この頃大島渚の独立プロ「創造社」に参加、以降大島作品の常連俳優となり、『太陽の墓場』や『絞死刑』、『儀式』などの作品で活躍。また、日本映画界を代表する名脇役として活躍し、『神々の深き欲望』、『心中天網島』などの映画に出演した。いかつい風貌と低音のドスのきいた声が特徴で、独特の低い声で語られる怪談は人気があった。アクの強い悪役・敵役で活動する一方、その演技力は幅広く、『柳生あばれ旅』第12話ではコミカルな道場主、『気になる天使たち』では人情味のある父親（パン屋の主人）など、多彩な役柄を演じた。バラエティ番組『巨泉・前武ゲバゲバ90分!』のレギュラー出演者としても活躍した。また、アンソニー・クインのフィックス（専属）吹き替えや、『ポパイ』のブルート、『ドランクモンキー 酔拳』をはじめとするジャッキー・チェン主演のモンキーシリーズの師匠役ユエン・シャオティエンなど声優としても知られる。
1972年（昭和47年）、45歳の時に22歳年下の女性と結婚した。仲人は大島渚・小山明子夫妻が務めた。
1982年（昭和57年）8月18日、映画の撮影中に転倒し、頭蓋骨骨折という大怪我を負う。その後も糖尿病、慢性腎不全、直腸癌など数々の病との闘病により映画出演での長い撮影ができなくなったが、それでも役者の仕事を続けた。
2003年（平成15年）7月11日午前9時10分、敗血症のため東京都新宿区の病院で死去、76歳没。

## 人物
声種はバス。
趣味・特技は将棋、歌。

## 出演

### 映画
- 二十六人の逃亡者（1959年、新東宝）
- 人間の條件 第1部・第2部（1959年、松竹）
- 筑豊のこどもたち（1960年、東宝） - 組合長倉本
- 太陽の墓場（1960年、松竹） - 大男
- 飼育（1961年、大宝） - 巡査
- 小さな冒険旅行（1963年、日生劇場映画部） - 先生
- 無頼無法の徒 さぶ（1964年、日活）
- 夜明けのうた（1965年、日活） - 真木
- けものみち（1965年、東宝） - ハンチングの男
- 悦楽（1965年、創造社） - 江城
- 花と龍（1965年、東映）
- 刺青一代（1965年、日活）
- 侠勇の花道 ドス（1966年、松竹）
- 続兄弟仁義（1966年、東映）
- 白昼の通り魔（1966年、創造社） - シノの父
- 逃亡列車（1966年、日活） - 邦枝上等兵
- 三等兵親分出陣（1966年、東映） - 足立曹長
- とべない沈黙（1966年、東宝･ATG）
- 網走番外地シリーズ（東映）
  - 網走番外地 大雪原の対決（1966年） - 片腕
  - 網走番外地 悪への挑戦（1967年） - よしの夫
  - 新網走番外地 流人岬の決斗（1969年） - 滝口警察署長
- 忍者武芸帳（1967年、創造社） - 鬼吉（声）
- 組織暴力（1967年、東映） - 赤松組長
- 解散式（1967年） - 桜田竜雄
- 無理心中 日本の夏（1967年、創造社） - 鬼
- 博奕打ちシリーズ（東映）
  - 博奕打ち 一匹竜（1967年） - 蛇熊
  - 博奕打ち 不死身の勝負（1967年） - 赤間虎吉
- ひき裂かれた盛装（1967年、大映）
- やくざ坊主（1967年、大映）
- 兵隊やくざ 殴り込み（1967年、大映） - 滝島准尉
- 懲役十八年 仮出獄（1967年、東映） - 海運会社の社長
- 秘録おんな蔵（1968年、大映）
- 絞死刑（1968年、ATG） - 検事
- 極道シリーズ（東映）
  - 極道（1968年） - 長田
  - 旅に出た極道（1969年） - 孫警部
  - 極道釜ヶ崎に帰る（1970年） - チャーリィ吉村
  - 釜ヶ崎極道（1973年） - 長田
  - 極道VSまむし（1974年） - 板垣貢
- 博徒解散式（1968年、東映） - 金山
- 燃えつきた地図（1968年、大映） - 大燃商事常務
- 帰って来たヨッパライ（1968年、松竹） - 漁師
- 神々の深き欲望（1968年、日活） - 島尻
- 座頭市果し状（1968年、大映） - 勘造
- 妖艶毒婦伝 般若のお百（1968年、東映） - 権十郎
- 夜の歌謡シリーズ（東映）
  - 夜の歌謡シリーズ 伊勢佐木町ブルース（1968年） - 安蔵
  - 夜の歌謡シリーズ おんな（1969年） - 刑事
- 緋牡丹博徒シリーズ（東映）
  - 緋牡丹博徒 二代目襲名（1969年） - 吉岡
  - 緋牡丹博徒 お命戴きます（1971年） - 畑中中尉
- 心中天網島（1969年、表現社 / ATG） - 太兵衛
- 日本侠客伝 花と龍（1969年、東映） - 平尾角助
- 組織暴力 兄弟盃（1969年、東映） - 田所謙三
- 薔薇の葬列（1969年、ATG） - 情夫
- 霧のバラード（1969年）
- 女親分 喧嘩渡世（1969年、東映） - 沼沢康次郎
- 捨て身のならず者（1970年、東宝） - 太田
- 野獣都市（1970年、東宝） - 岩野
- 戦後秘話 宝石略奪（1970年、東映） - 大原大伍郎
- ハレンチ学園（1970年、日活）
- 温泉こんにゃく芸者（1970年、東映） - 西川
- 札つき博徒（1970年、東映）※小松芳正 表記
- 経験（1970年、東映） - 牛込甲太郎
- いちどは行きたい女風呂（1970年、日活）
- 女子学園シリーズ（ダイニチ映配）
  - 女子学園 悪い遊び（1970年） - 相原
  - 女子学園 おとなの遊び（1971年） - 長沼校長
- 裸の十九才（1970年、東宝） - りんご園の人夫
- ネオン警察 女は夜の匂い（1970年、ダイニチ映配） - 中川
- 儀式（1971年、創造社 / ATG） - 桜田勇
- 夜の手配師 すけ千人斬り（1971年、東映） - 坂井
- 未亡人ごろしの帝王（1971年、東映） - 大村
- セックス喜劇 鼻血ブー（1971年、東映） - 神村勢力斉
- 夏の妹（1972年、創造社 / ATG）
- 日本暴力団 殺しの盃（1972年、東映） - 松倉
- 女囚さそり 第41雑居房（1972年、東映） - 辻
- まむしの兄弟 刑務所暮し四年半（1973年、東映） - 芝江多三郎
- 青幻記 遠い母の日は美しく（1973年） - 平田猛
- 仁義なき戦い 広島死闘篇（1973年、東映） - 奈良坂誠
- 修羅雪姫（1973年、東宝）
- ネオンくらげ（1973年、東映） - 警官
- 番格ロック（1973年、東映） - 学校警備員
- 御用牙 かみそり半蔵地獄責め（1973年、勝プロ） - 大久保山城守
- 赤ちょうちん（1974年、日活） - 管理人
- ルバング島の奇跡 陸軍中野学校（1974年、東映） - 軍需成金
- 野獣死すべし 復讐のメカニック（1974年、東宝）
- 色情トルコ日記（1974年、東映） - 鯨川
- 従軍慰安婦（1974年、東映） - 金山
- 安藤組外伝 人斬り舎弟（1974年、東映） - 南部喜一
- 沖田総司（1974年、東宝） - 芹沢鴨
- 脱獄広島殺人囚（1974年、東映） - 前戸勘次
- 日本任侠道 激突篇（1975年、東映）
- 少林寺拳法（1975年、東映） - 坂井大佐
- 告訴せず（1975年、東宝）
- 日本暴力列島 京阪神殺しの軍団（1975年、東映） - 仁田勝己
- 暴動島根刑務所（1975年、東映） - 親方
- 青い性（1975年、東映） - 進藤春彦
- トラック野郎・御意見無用（1975年、東映） - 署長
- 県警対組織暴力（1975年、東映）
- 仁義の墓場（1975年、東映）　※ナレーター
- 強盗放火殺人囚（1975年、東映） - 宮地正隆
- 東京ふんどし芸者（1975年、東映） - 大牟田善平
- 濡れた欲情・ひらけ!チューリップ（1975年、日活） - 弁護士
- 実録外伝 大阪電撃作戦（1976年、東映） - 石村貞助
- 不毛地帯（1976年、東宝） - 芦田二佐
- 任侠外伝 玄海灘（1976年、ATG）
- 安藤昇のわが逃亡とSEXの記録（1976年、東映） - 森裕彦
- 狭山裁判（1976年、東映） - 荻本佑介
- 春琴抄（1976年、東宝） - 市蔵
- 日本の首領シリーズ（東映）
  - やくざ戦争 日本の首領（1977年） - 木崎徳衛
  - 日本の首領 野望篇（1977年） - 真田重光
- 青春の門 自立篇（1977年、東宝） - 産婦人科医者
- ピラニア軍団 ダボシャツの天（1977年、東映） - 沢井
- 竹山ひとり旅（1977年、近代映画協会） - 後藤駒右衛門
- 日本の仁義（1977年、東映） - 江尻一光
- 遠い一本の道（1977年、左プロ） - 支区長
- 壇の浦夜枕合戦記（1977年、日活） - 平清盛
- 人妻集団暴行致死事件（1978年、日活） - 歌川倉三
- トラック野郎・突撃一番星（1978年、東映）
- 帰らざる日々（1978年、日活） - 杉本双一郎
- 限りなく透明に近いブルー（1979年、キティ・フィルム / 東宝） - 警官
- その後の仁義なき戦い（1979年、東映） - 竜野忠
- 絞殺（1979年、近代映画協会） - 男
- あゝ野麦峠（1979年、東宝） - 金山徳太郎
- トラブルマン 笑うと殺すゾ（1979年、東宝） - 山村秘書室長
- 真田幸村の謀略（1979年、東映）　※ナレーター
- 太陽を盗んだ男（1979年、キティ・フィルム / 東宝） - サラ金の係員
- 遠い明日（1979年、東宝） - 猪ヶ谷署長
- 宇能鴻一郎の濡れて悶える（1980年、にっかつ） - 中年男
- 純（1980年、東映セントラルフィルム） - 役人風の男
- 月光仮面（1981年、日本ヘラルド映画）
- 上海異人娼館 チャイナ・ドール（1981年） - 王学の父
- 南十字星（1982年、東宝） - 矢部憲兵准尉
- マダム・スキャンダル 10秒死なせて（1982年、にっかつ）
- キッドナップ・ブルース（1982年、ATG） - 質屋
- さらば箱舟（1984年、人力飛行機舎 / ATG） - 犬憑きの修験者
- コミック雑誌なんかいらない!（1986年、ニュー・センチュリー・プロデューサーズ） - ショウ番組の司会
- 愛の陽炎（1986年、松竹） - 河井社長
- 親鸞 白い道（1987年、松竹・日映） - 宇都宮蓮生
- 塀の中のプレイボール（1987年、松竹） - 高村所長
- 青い山脈'88（1988年、松竹） - 井口甚蔵
- マルサの女2（1988年、東宝） - 猿渡
- 文学賞殺人事件 大いなる助走（1989年、東映）
- 社葬（1989年、東映） - 寺内友三郎
- ミンボーの女（1992年、東宝） - 花岡
- 望郷（1993年、松竹）
- 麻省飛翔伝 哭きの竜（1995年、Ryu Project） - 丸子末吉
- 美味しんぼ（1996年、松竹）
- 絵の中のぼくの村（1996年、シグロ） - タシマのジンマ
- 修羅がゆく6 東北激闘篇（1997年、Knack） - 黒柳慶重
- けものがれ、俺らの猿と（2001年、メディアスーツ）

### テレビドラマ
- 東芝日曜劇場（TBS）
  - 第41話「硫黄島」（1957年）
  - 第66話「吉葉山物語」（1958年）
  - 第103話「マンモスタワー」（1958年） - 映画会社助監督
  - 第308話「煙の王様」（1962年）
  - 第309話「人間の土地」（1962年）
  - 第426話「あたしとあなた その2」（1965年）
  - 第513話「秋霜」（1966年）
  - 第770話「夫婦タクシー」（1971年）
  - 第977話「谷山君のポケット」（1975年）
- ウロコ座（KR）
  - 第66話「姫重態」（1957年）
  - 第114・117話「盤獄の一生」（1958年）
- サンヨーテレビ劇場（KRT）
  - 私は貝になりたい（1958年） - 立石上等兵
  - それは毒だ（1961年）
- 東芝土曜劇場（CX）
  - 第18話「百足ちがい」（1959年）
  - 第84話「虫と宝石」（1960年）
  - 第124話「ねばったやつら」（1961年）
  - 第158話「葬うには死体がいる」（1962年） - 宮川
- 雑草の歌 第83話「菊薫る頃」（1959年、NTV）
- 氷雨（1959年、NHK）
- これが真実だ（CX）
  - 第15話「それでも天皇は機関である」（1960年）
  - 第30話「玉音盤奪取事件」（1960年）
  - 第47話「最後の切支丹 浦神受難記」（1960年） - 藤田次郎兵衛
  - 第53話「ある晴れた日に」（1961年） - 井上聞多
  - 第57話「ゴーストップ事件」（1961年）
- クライマックス・人生はドラマだ 第21話「西郷隆盛」（1960年、NTV）
- ゴールデン劇場 / 裏長屋物語（1960年、NTV）
- お好み日曜座 / 湖の娘（1960年、NHK）
- 慎太郎ミステリー・暗闇の声 / 雨（1960年、KR）
- 事件記者（NHK）
  - 第62話「現場」（1960年） - 健吉
  - 第66話「生霊」（1960年） - 相良
  - 第144話「白い爪あと」（1963年）
- 夜の十時劇場 / 降霊（1960年、THK）
- 侍 第5話「梅樹」（1960年、CX）
- この光は消えず「からくり儀右衛門」（1960年11月24日、NHK） - 大家
- 富士ホーム劇場 / どろんこ天国（1961年、CX）
- おかあさん（TBS）
  - 第92話「ママは気がもめる」（1961年）
  - 第132話「春嵐」（1962年）
  - 第189話「勝利の日まで」（1963年）
  - 第205話「愛の忍術」（1963年）
  - 第225話「悲しげに」（1964年）
  - 第270話「もずがかれ木で」（1965年）
- シャープ火曜劇場（CX）
  - 第15話「雲ながるる果てに」（1961年）
  - 第31話「おもかげ」（1962年）
  - 第61話「そこに太陽が」（1962年）
  - 第69話「美砂の像」（1962年）
- 短い短い物語 第29話「銀行破り」（1962年、NET）
- 日立ファミリーステージ（TBS）
  - 青い帽子の物語（1962年） - 落合秀人
  - 目の中の茶色の空（1962年）
- 近鉄金曜劇場（TBS）
  - ヘチマくん（1962年）
  - どらぼや人生（1963年）
- 高島屋バラ劇場 / 潮騒（1962年、TBS）
- ドラマ「人」 第27話「おふくろ」（1962年、KTV）
- 夫の居ぬ間 第4話「いつもいる夫」（1962年、CX）
- 七人の刑事（TBS）
  - 第84話「夜の傷あと」（1963年）
  - 第97話「埋もれた犯行」（1963年）
  - 第120話「けだもの」（1964年）
  - 第166話「倉田良三の調書」（1965年）
  - 第195話「いつも誰かを」（1965年）
  - 第230話「悪の流れ」（1966年）
  - 第340話「今度はお前が死ねッ」（1968年）
- シャープ月曜劇場 第8話「海のある窓」（1963年、CX）
- ポーラ名作劇場 第50話「夜の河」（1963年、NET）
- ドラマへの招待 第4話「ふきだまり野郎」（1964年、CX）
- テレビ指定席（NHK）
  - この狭き門を（1964年）
  - はらから（1965年）
  - 五稜の星（1966年）
  - 赤勝て白勝て（1966年）
  - 希望（1966年）
- 水曜サスペンス 第1話「麻薬Gメン物語 囮と罠」（1964年、NTV）
- 風雪（NHK）
  - 開化新商法（1964年） - 戸山
  - 敵艦見ゆ 日露戦争（1965年） - 海軍参謀
  - 明治最終列車（1965年） - 機関士田辺
- その灯は消えない / 遣唐使船速鳥（1964年、12CH）
- シオノギテレビ劇場 / 有馬稲子アワー・通夜の客（1964年、CX）
- 日本映画名作ドラマ / 郷野の鐘（1964年、NET）
- 30分劇場 第20話「おはま婆さん」（1964年、NTV）
- 特捜シリーズ 第4話「非情の町」（1964年、CX）
- 戦国群盗伝（1964年、CX / 東北新社） - 赤司玄馬
- 夕日と拳銃（1964年、TBS / 大映テレビ室）
- 一千万人の劇場 / 海へ行きたい（1965年、KTV） - 轟良助
- NHK劇場（NHK）
  - 家庭の幸福（1965年）
  - とんころの歌（1968年）
- 判決 第154話「わてはサンタやないで」（1965年、NET）
- ザ・ガードマン（TBS / 大映テレビ室）
  - 第42話「女の青い炎」（1966年）
  - 第52話「バラ色の人生」（1966年）
  - 第82話「七人の狩人」（1966年）
  - 第89話「死神の館」（1966年）
  - 第115話「死を占う少女」（1967年）
  - 第167話「停年殺人」（1968年） - 南専務
  - 第192話「人殺しへの脱走」（1968年）
  - 第197話「集団誘拐」（1968年）
  - 第239話「金貸しばあさん殺人事件」（1969年）
  - 第252話「俺の女房は悪魔のお使い」（1970年）
  - 第301話「ヌードモデル高校生殺人事件」（1971年） - 久保
  - 第307話「教育ママの裏口入学作戦」（1971年） - 尾張教授と尾張教授の偽者詐欺師
- 大河ドラマ（NHK）
  - 源義経（1966年） - 赤路具
  - 三姉妹（1967年） - 加納屋
  - 天と地と（1969年） - 蓮芳軒
  - 国盗り物語（1973年） - 宮部善祥房
  - 花神（1977年） - 石井宗謙
  - 黄金の日日（1978年） - 末蔵
  - 草燃える（1979年） - 上総介広常
  - 獅子の時代（1980年） - 内山看守長
  - おんな太閤記（1981年） - 酒井忠次
  - 太平記（1991年） - 名和長年
- 素浪人 月影兵庫（NET / 東映）
  - 第1シリーズ 第25話「怒り虫は笑っていた」（1966年） - 藤井東兵衛
  - 第2シリーズ 第70話「飛ばない前から落ちていた」（1968年） - 三造
- 松本清張シリーズ / 地方紙を買う女（1966年、KTV） - 庄田咲次
- 泣いてたまるか（TBS）
  - 第6話「浪花節だよ人生は」（1966年）
  - 第48話「先生週刊誌にのる」（1967年）
  - 第53話「先生追い出される」（1967年）
  - 第78話「東京流れ者」（1968年）
- 秘密指令883 第1話「死人に銭は要らない」（1967年、CX）
- レモンのような女 第5話「夏の香り」（1967年、TBS / 国際放映）
- 三匹の侍（CX）
  - 第4シリーズ 第21話「復讐」（1967年） - 虎吉
  - 第6シリーズ 第22話「苦い米」（1969年） - 牛頭目の源十
- 日産スター劇場 / メリーという名の女（1967年、NTV）
- 風（1968年、TBS） - 源爺い
- 銭形平次（CX）
  - 第129話「ふくろう組異聞」（1968年） - 吉造
  - 第428話「おふくろの嘘」（1974年） - 甚太夫
- 無用ノ介 第1話「虎穴にはいった無用ノ介」（1969年、NTV） - 赤砂多十郎
- 怪奇大作戦 第26話「ゆきおんな」（1969年、TBS / 円谷プロ） - 角田彦次郎
- 時間ですよ（1970年、TBS）
- 木下恵介・人間の歌シリーズ / 俄－浪花遊侠伝（1970年、TBS）
- キイハンター（TBS / 東映）
  - 第166話「ヨーイ・ドン! 赤頭巾で殺人ごっこ」（1971年） - 赤頭巾の男
  - 第237話「出発進行! 脅迫凸凹指令」（1972年） - 桐村
- 美人はいかが?（1971年、TBS / 大映テレビ室）
- 大忠臣蔵 第28話「死を賭けた探索」（1971年、NET） - 丑五郎
- 江戸巷談 花の日本橋 第1回「髪結いおしま捕物帖」、第2回「髪結いおしま捕物帖 謎の銀かんざし」（1971年、KTV） - 鐘馗の勘造
- シルバー仮面 第9話「見知らぬ街に追われて」（1972年、TBS） - 遠山博士
- プレイガールシリーズ（12ch）
  - プレイガール 第155話「スリラー 墓場から来た脅迫状」（1972年） - 金原幸造
  - プレイガールQ
    - 第9話「女の野性は夜燃える」（1974年） - 品田社長
    - 第17話「女は裸で強くなる」（1975年） - 山形刑事
- 木枯し紋次郎（CX / C.A.L）
  - 第1シーズン 第13話「見返り峠の落日」（1972年） - 富里の清蔵
  - 第2シーズン 第2話「暁の追分に立つ」（1972年） - 須原の五郎蔵
- シークレット部隊（1972年、TBS / 大映テレビ）
  - 第6話「結婚を盗まれた女たち」
  - 第17話「結婚の夜! 消えた花嫁」
- お祭り銀次捕物帳 第1話「出発の歌」（1972年、CX） - 伊勢屋
- アイちゃんが行く! 第16話「木曽路のダメおやじ」（1972年、CX）
- 赤ひげ 第8話「霜夜」（1972年、NHK）
- 快傑ライオン丸 第35話「血に笑う怪人アリサゼン」（1972年、CX） - 丸目三角之介
- どっこい大作 第9話「頭の上のハエをたたけ!」（1973年、NET） - 重原
- 長谷川伸シリーズ 第21話「獄門お蝶」（1973年、NET） - 杉太郎
- アイフル大作戦 第1話「特訓開始! 美女の殺し方」（1973年、TBS） - 週刊バンザイ編集長
- トリプル捜査線 第7話「必殺花火ダイナミック作戦」（1973年、CX）
- 唖侍 鬼一法眼（NTV / 勝プロ）
  - 第3話「火炎の街道」（1973年） - 樋渡吉之介
  - 第21話「母子像無惨」（1974年） - 土方監物
- 非情のライセンス 第1シリーズ 第39話「兇悪のライフル」（1973年、NET / 東映） - 塚本
- 剣客商売 第15話「信濃の老虎」（1973年、CX / 東宝 / 俳優座） - 山本孫介
- 荒野の素浪人 第2シリーズ 第5話「手鎖の女」（1974年、NET） - 水野玄蕃
- 顔で笑って 第24話「ママどこへ行ったの？」（1974年、TBS / 大映テレビ） - 大熊寅吉
- 電撃!! ストラダ5 第1話「地獄部隊をやっつけろ」（1974年、NET / 萬年社、日活) ｰ 堀田刑事
- 子連れ狼 第2部 第5話「寒到来」（1974年、NTV） - 一翁
- ザ・ボディガード 第8話「作戦命令 宝石を奪還せよ!!」（1974年、NET） - 柏木
- バーディー大作戦（TBS / 東映）
  - 第14話「危機一発! フーセンの寅」（1974年） - フーセンの寅
  - 第43話「電話で人を殺す方法」（1975年） - 幸田
- 幡随院長兵衛 第23話「拐かされた女」（1974年、MBS / 東宝） - 玄庵
- 座頭市物語 第2話「子守唄に咲いた女郎花」（1974年、CX） - 鬼辰
- 傷だらけの天使 第25話「虫けらどもに寂しい春を」（1975年、NTV） - 高山波太郎 / 小山徳三（二役）
- 鬼平犯科帳 第6話「浅草・鳥越橋」（1975年、NET / 東宝）
- 必殺シリーズ（ABC / 松竹京都）
  - 必殺必中仕事屋稼業 第23話「取込まれて勝負」（1975年） - 村上又七郎
  - 江戸プロフェッショナル 必殺商売人 第1話「女房妊娠! 主水慌てる」（1978年） - 政五郎
  - 必殺シリーズ10周年記念スペシャル 仕事人大集合（1982年） - 角屋宗兵衛
  - 必殺仕事人意外伝 主水、第七騎兵隊と闘う 大利根ウエスタン月夜（1985年） - 仁助
- 剣と風と子守唄 第7話「狂った野望」（1975年、NTV） - 一柳一鬼
- 伝七捕物帳 第81話「罠を斬った包丁」（1975年、日本テレビ） - 三州屋
- けんか安兵衛 第10話「看板泣き笑い」（1975年、KTV） - 宝賀大次郎
- 賞金稼ぎ 第16話「忍びのテクニック」（1975年、NET） - 仁平
- 長崎犯科帳 第21話「辻斬り犯人を追え」（1975年、NTV） - 稲村鬼堂
- 水戸黄門（TBS / C.A.L）
  - 第6部 第31話「人情潮来節 -潮来-」（1975年10月27日） - 牛堀の助蔵
  - 第15部（1985年）
    - 第16話「弥七に似ていた風来坊 -広島-」 - 倉橋屋
    - 第39話「野望砕いた江戸城の対決 -江戸-」 - 寅五郎

  - 第16部（1986年）
    - 第14話「銃が知ってた血染めの罠 -彦根-」 - 坂田屋
    - 第32話「剣が知ってた暗殺の罠 -仙台-」 - 宮城屋

  - 第18部 第18話「怨みの仮面舞踏会 -長崎-」（1989年1月16日） - 五島屋
  - 第19部 第22話「悪事隠す謎の切腹 -高田-」（1990年2月26日） - 山木屋
  - 第20部 第13話「ドジな男の恩返し -高知-」（1991年2月4日） - 大浜屋
  - 第22部 第19話「悪が群がるカステイラ -長崎-」（1993年9月20日） - 西海屋
- 夜明けの刑事（大映テレビ / TBS）
  - 第55話「七年目に襲われた娘!!」（1975年） - 沢田
  - 第76話「恋する女神ヴィーナス誘拐事件」（1976年） - 成岡堂主人 成岡
- 前略おふくろ様 第1話（1975年、NTV） - 田中巡査
- 痛快! 河内山宗俊（CX / 勝プロ） - 西山玄斉
  - 第4話「祭ばやしに男が賭けた」（1975年）
  - 第16話「夜明けに消えた男星」（1976年）
  - 第26話「無頼六道銭」（1976年）
- 新宿警察 第23話「その暗黒の恋」（1976年、CX）
- 雲のじゅうたん（1976年、NHK） - 小林町長
- 夫婦旅日記 さらば浪人 第2話「春の城下町」（1976年、CX）
- 人魚亭異聞 無法街の素浪人 第10話「一匹狼の歌」（1976年、NET） - 川島庄吾
- 大江戸捜査網 第252話「怪盗 炎の中を走る」（1976年、12ch） - 桑原多門
- Gメン'75（TBS / 東映）
  - 第73話「バカ!大人のバカ!!」（1976年） - 恩田伊一郎
  - 第81話「灰色高官殺人事件」（1976年） - 村長
  - 第119話「アルコール漬けの小指」（1977年） - 神保部長刑事
  - 第178話「速水刑事を撃つ男たち」（1978年） - 桂警部補
- 銀河テレビ小説（NHK）
  - 昭和の青春シリーズ3 春の谷間（1977年） - 早見健太郎
  - 煙が目にしみる（1981年） - 千草の父
  - 迷惑かけてありがとう（1984年） - 中原
- 松本清張シリーズ・棲息分布（1977年、NHK） - 堀川
- 少年ドラマシリーズ / 赤い月（1977年、NHK） - 羽島壮吉
- 新・座頭市（CX / 勝プロ）
  - 第1シリーズ 第20話「いのち駒」（1977年） - 五郎蔵
  - 第2シリーズ 第14話「夢に追われて阿波踊り」（1978年）
- 新・二人の事件簿 暁に駆ける! 第34話「名作に殺された少女」（1977年、ABC）
- 破れ傘刀舟 悪人狩り 第131話「さらば刀舟 江戸の街」（1977年、NET） - 岩月左門
- 横溝正史シリーズ / 三つ首塔（1977年、MBS / 東宝） - 志賀雷蔵
- 太陽にほえろ!（NTV / 東宝）
  - 第259話「怪物」（1977年） - 秋川卓三
  - 第545話「さらば! ジプシー」（1983年） - 谷公造
- 暴れん坊将軍（ANB / 東映）
  - 吉宗評判記 暴れん坊将軍
    - 第3話「命を的の一番纏」（1978年） - 不知火の虎五郎
    - 第185話「花嫁衣装の甘い罠」（1981年） - 土屋主水正

  - 暴れん坊将軍III 第3話「これぞ庶民の目安箱」（1988年） - 越後屋太兵衛
- 新・木枯し紋次郎 第18話「砕けた波に影一つ」（1978年、12ch） - 太兵衛
- 達磨大助事件帳 第20話「蜆が食った鉄砲玉」（1978年、ANB） - 講武所師範
- 白い巨塔（1978年、CX） - 野坂教授
- オレの愛妻物語（1978年、NTV） - 江川正介
- 熱中時代（1978年、NTV） - 若葉台小学校教頭・安達勝也
- 破れ新九郎 第2話「えん魔がくれた千両箱」（1978年、ANB） - 清兵衛
- 土曜ワイド劇場 / 松本清張の声 ダイヤルは死の囁き（1978年、ANB） - 川井
- 宴のあと（1978年10月29日、NHK） - 笹山
- 熱中時代 刑事編（1979年、NTV） - 矢頭文治
- 手錠をかけろ! 第7話「密輸拳銃を洗え! 連続乱射事件 -島根・鳥取-」（1979年、CX）
- 帝銀事件 大量殺人・獄中三十二年の死刑囚（1980年、ANB） - 政界真相社の男
- 斬り捨て御免! 第15話「江戸の怪盗流れ星」（1980年、TX） - 清兵衛
- 柳生あばれ旅 第12話「月の出の女人斬り -舞坂-」（1980年、ANB） - 鶴巻自斎
- 気になる天使たち（1981年、CX/東宝） - パン屋の主人
- ザ・ハングマンシリーズ（ABC / 松竹芸能）
  - ザ・ハングマン（1981年）
    - 第26話「コンピューター死刑執行人登場」 - 湯浅
    - 第49話「強奪一億円召し上げ作戦」 - 向井辰男（東亜機械工業経理課長）

  - ザ・ハングマンII 第14話「ニトロ式美容コルセットで悪の減量を!」（1982年） - 権藤雄三郎（権藤建設社長）
  - 新ハングマン 第18話「服役者の妻を犯す警察署長」（1983年） - 吉田泰明（城西署署長）
  - ザ・ハングマンV 第6話「愛妻家ボクサーが保険金にKOされる!」（1986年） - 高沢
- 時代劇スペシャル（CX）
  - 清水次郎長 風雪流れ旅（1982年） - 保下田の久六
  - 地獄の左門十手無頼帖 女菩薩供養（1983年） - 甚兵衛
- 眠狂四郎円月殺法（1982年、TX） - 武部仙十郎
- 御宿かわせみ 第2シリーズ 第19話「狐の嫁入り」（1983年、NHK） - 智念
- 眠狂四郎無頼控（1983年、TX） - 武部仙十郎
- 火曜サスペンス劇場（NTV）
  - 松本清張の知られざる動機（1983年、松竹） - 田山
  - 松本清張スペシャル・やさしい地方（1988年、松竹） - 宮田刑事
  - 北の運河殺人事件（1992年）
- 遠山の金さん（ANB / 東映）
  - 第1シリーズ 第69話「赤いピストル・博多から来た女!」（1983年）
  - 第2シリーズ 第5話「女豹秘話・浪花女の啖呵が冴えた!」（1985年）
- 新・なにわの源蔵事件帳 第15話「浪花女悲話」、第16話「脱獄囚はどこだ」（1984年）
- 乙女座は悪女の匂い（1984年、ANB）
- 特命刑事ザ・コップ 第6話「さらわれた女を追え!」（1985年、ABC）
- 家政婦は見た! 第3話「エリート家庭のあら探し 結婚スキャンダルの秘密」（1985年、ANB）
- サントリーミステリースペシャル 「澪つくし高校連続殺人事件」（1985年12月6日、ABC） - 樺島久三
- 松本清張サスペンス 隠花の飾り / お手玉（1986年、KTV / 松竹）
- 一休さん・喝! 第4話「風呂屋さんを救え・一休VS悪徳トリック大作戦」（1986年、TX / ジェイミック）
- 松本清張の絢爛たる流離 第2話「銀座の女の完全犯罪」（1987年、ANB / 松竹） - 芝山達夫
- 太閤記（1987年、TBS）
- 若大将天下ご免! 第33話「人斬り小太郎封印破り」（1987年、ANB） - 新田の富蔵
- 江戸を斬るVII 第25話「願い叶えた千両富」（1987年、TBS / C.A.L） - 江島屋
- 田原坂（1987年、NTV） - 相良角兵衛
- ベイシティ刑事 第17話「誘拐犯は二人の刑事!」（1988年、ANB・東映）
- 三匹が斬る!（ANB / 東映）
  - 三匹が斬る! 第11話「大逆転! 絹街道（シルクロード）の美女と悪い奴」（1988年） - 黒木弥十郎
  - 続・三匹が斬る! 第12話「さすらいの姫君哀れ菊一輪」（1989年） - 今出川公久
- 大岡越前 第10部 第10話「命を賭けた悲哀の捕縄」（1988年5月2日、TBS / C.A.L） - 霞の十蔵
- 鬼平犯科帳 第2シリーズ 第1話「おみね徳次郎」（1990年、CX / 松竹） - 法楽寺の直右衛門
- 天国から北へ3キロ（1991年、CX）
- 土曜ドラマ / 否認（1994年、NHK） - 佐藤
- 花王愛の劇場（TBS）
  - ママじゃないってば!（1994年）
  - いつの日かその胸に（1994年）
  - おーい! ムコどの（1996年）
- 福井さんちの遺産相続（1994年、KTV / 東映） - 福井康太郎
- 月曜ドラマスペシャル / 冬の旅情サスペンス 戸隠伝説殺人事件（1995年、TBS）

### 吹き替え

#### 俳優
- アンソニー・クイン
  - アラビアのロレンス（アウダ・アブ・タイ）※テレビ朝日版
  - インディアン峠の死闘
  - 栄光の座（キリル）
  - 黄金の都
  - 海賊大将
  - 革命児サパタ（ユーフェミオ・サパタ）
  - 銀河アドベンチャー/SF宝島 - シルバー
  - 雲の中で散歩（ドン・ペドロ・アラゴン）※VHS版
  - 黒い肖像
  - 最後の酋長（オシオラ）
  - 砂漠のライオン（オマル・ムフタール）※TBS版
  - ザ・ファミリー
  - ザ・メッセージ
  - 残虐の掟（ペイロール）
  - サン・セバスチャンの攻防（レオン・アラストレー）※NETテレビ版
  - サンタ・ビットリアの秘密
  - すべての旗に背いて ※日本テレビ版
  - 世界を彼の腕に（ポーテュギー）
  - 大統領誘拐作戦 ※テレビ東京版
  - 断崖の河
  - 25時
  - 日曜日には鼠を殺せ（ヴィニョラス署長）
  - パッセージ/死の脱走山脈（バスク人）※テレビ朝日版（BD収録）
  - 110番街交差点
  - 炎の人ゴッホ（ポール・ゴーギャン）※TBS版（ソフト収録）
  - 真昼の衝動（ロック・デルモニコ）※テレビ朝日版
  - マルセイユ特急（スティーブ・ベンチュラ）
  - 道（ザンパノ）※NHK版
  - リベンジ（ティブロン“ティビー”メンデス）※VHS版
  - 歴史を変えた人びと（3）「ローマの英雄シーザー」(シーザー) ※NHK版
  - ワーロック（トム・モーガン）※NET版、テレビ朝日版（テレビ朝日版はテレビ吹替音声収録DVD収録）

#### 洋画
- 悪魔の美しさ - ファウスト教授 / ミッシェル・シモン
- 阿羅漢
- オレゴン魂 - 判事 / ジョン・マッキンタイア　※テレビ朝日版
- カンニング・モンキー 天中拳 ※フジテレビ版[11]
- シェーン - ルーフ・ライカー / エミール・メイヤー ※テレビ朝日版
- シャレード - バーソロミュー / ウォルター・マッソー ※テレビ朝日版
- 少林寺 - ジェン和尚
- 市民ケーン- チャールズ・フォスター・ケーン / オーソン・ウェルズ
- スネーキーモンキー 蛇拳 - 白長天 / ユエン・シャオティエン ※フジテレビ版
- 007 ロシアより愛をこめて - ケリム・ベイ / ペドロ・アルメンダリス ※TBS旧録版
- ドランクモンキー 酔拳 - 蘇化子 / ユエン・シャオティエン ※フジテレビ版
- ドン・カミロ頑張る - フェルナンデル
- ハイ・ロード - ブラッドリー・トーザー / ウィルフォード・ブリムリー
- マーティ - マーティ・ピレッティ / アーネスト・ボーグナイン
- マイ・フェア・レディ - アルフレッド・ドゥーリトル / スタンリー・ホロウェイ ※テレビ朝日版
- 牝牛と兵隊　- シャルル / フェルナンデル ※NHK版
- 燃えよデブゴン - 叔父さん
- 屋根の上のヴァイオリン弾き - テヴィエ / トポル
- 郵便配達は二度ベルを鳴らす - ニック・パパダキス
- 陽気なドン・カミロ - フェルナンデル
- ラスト・ラン　殺しの一匹狼 - ジョージ・C・スコット
- 歴史は夜作られる - セザール / レオ・キャリロ

#### 海外ドラマ
- おとぎの国
  - 「海賊ジョン・シルバー」- ジョン・シルバー / ジェームス・ウェスターフィールド
- ひとすじの道
  - 「新しい門出」 - ニック・ブランドン / ジェームス・ノーラン
- 刑事コロンボシリーズ
  - 刑事コロンボ 殺しの序曲 - マイク・マークス / ケネス・マース
  - 新・刑事コロンボ 完全犯罪の誤算 - フランク・ステイプリン / ルイス・ゾリック
- 荒野の王子 - ヨアヒム / フレデリック・ジーガー
- ジェシカおばさんの事件簿 - ホレーシオ・ボールドウィン / ジェームズ・ココ
- 事件記者ルー・グラント - ルー・グラント / エドワード・アズナー
- シャーロック・ホームズの冒険
  - 「まだらの紐」 - ロイロット / ジェレミー・ケンプ
  - 「三破風館」 - ラングデール・パイク / ピーター・ウィンガード
- スパイ大作戦
  - 「処刑作戦」 - アル・ロス / ヴァル・エイヴリー
- 青春の城 コビントン・クロス - コルスン / ロン・ペンバー
- 西部二人組 - マクレディ / バール・アイヴス
- 0011ナポレオン・ソロ -ハブリス大佐 / ブラザー・ピーター
- 探偵キャノン
  - 「消えた銃声」 - 保安官 / R・G・アームストロング
- 逃亡者
  - 「神の慈悲あらんことを」 - ビクター / テリー・サバラス
- パイパー農園SOS! - ジョー / レイ・バレット
- 保安官補サム・ヒル - サム・ヒル / アーネスト・ボーグナイン ※NHK
- マネーチェンジャーズ - クォーターメイン / ローン・グリーン
- 麻薬戦争 - 大統領補佐官 / J・ケネス・キャンベル
- 雪の国境突破!脱獄作戦 - バンクス / ウィリアム・ミムズ
- リッチマン・プアマン（パート2） - ファルコネッティ / ウィリアム・スミス

#### 海外人形劇
- スーパーカー 幸運を運ぶブドウ酒（ラヴァル）※フジテレビ版

#### 海外アニメ
- ポパイ - ブルート ※NHK版
- スーパー刑事ボロンゴ - ガミツキー署長 ※NHK

### テレビアニメ
- 鉄腕アトム (アニメ第1作)（1963年）
- エイトマン（1963年） - 鬼頭
- 怪盗プライド（1965年） - プライド[12]
- 海底少年マリン（1969年） - スライル
- 恐怖伝説 怪奇!フランケンシュタイン（1981年） - フランケン
- 白い牙 ホワイトファング物語（1982年） - ビューティ・スミス
- タイムスリップ10000年プライム・ローズ（1983年） - ジンバ[13]

### 劇場アニメ
- ルパン三世 くたばれ!ノストラダムス（1995年） - ライズリー

### ナレーション
- 『そのとき、人々に何ができたか 新潟地震』（1964年）
- ユンボギの日記（1965年）
- 海は甦える（1977年）
- 熱と光をこの子らに（1989年）
- 知ってるつもり?!
- 母と子のテレビ絵本「ぽっぺん先生と帰らずの沼」（1991年)

### 朗読
- 山本周五郎「糸車」〜長野県文学全集〜
- ピーターラビットとなかまたち「ジェレミー・フィッシャーどんのおはなし」

### バラエティ
- 巨泉・前武ゲバゲバ90分!（NTV）
- ゲバゲバ一座のちょんまげ90分!（1971年、NTV）
- 藤本義一の「おもちゃ箱」(1990年、YTV）

### CM
- キンチョール（大日本除虫菊）
- 宝焼酎CM（シーナ・イーストン）※ナレーション
- ハイサッサ（大日本除虫菊）

## 著書
- 悪役やぶれかぶれ（文化出版局、1983年3月）
- 小松方正 俺は元気な大病人（第三文明社、2000年6月）※妻・侑里絵との共著

## 音楽
- パンパカパンダ（1973年）
- 陽だまりのフルート（1974年）